# 詹森·安东尼·何舒
詹森·安东尼·何舒，OLY（1998年8月29日—），加拿大男子羽毛球運動員，畢業於聖奧古斯丁天主教中學。他是有史以來最年輕的加拿大全國羽毛球錦標賽男子單打冠軍。

## 簡歷
2016年4月，詹森·安东尼·何舒代表加拿大參加在巴西坎皮納斯舉行的泛美洲羽毛球錦標賽，贏得混合團體、男子單打、男子雙打三項冠軍。
2017年2月，詹森·安東尼·何舒在多明尼加聖多明哥舉辦的泛美洲羽毛球錦標賽團體賽中出戰男子單打與男子雙打並且兩場全勝，幫助加拿大以3比0戰勝巴西，獲得團體賽冠軍。4月，參加在古巴哈瓦那舉辦的泛美錦標賽個人賽事的男子單打與男子雙打項目，男子單打止步八強，而男子雙打則與矢倉尼爾擊敗隊友獲得冠軍。
2018年3月，詹森·安東尼·何舒出戰牙買加羽毛球國際賽，在决赛中以2比0 （21-6、21-13）轻取队友盛晓东，赢得冠军。同月，他与矢仓尼尔出戰巴西羽毛球國際賽，在决赛中先勝一局，此時對手塔伦·科纳/沙拉巴·夏爾馬在选择中途退赛，俩人就此赢得冠军。4月，詹森·安東尼·何舒在危地马拉瓜地馬拉市舉辦的泛美洲羽毛球錦標賽中赢得了男子單打亚軍和男子雙打冠軍。他在男單赛事中以0比2 （12-21、15-21）不敌赛会头号种子、巴西的伊戈尔·科埃略；男雙方面，与矢仓尼尔以2比0（21-17、21-17）戰勝了美国的周菲利浦/周賴恩。随后6月，他再次與矢仓尼尔出戰美國羽毛球公開賽，最終在準决赛以0比2 （17-21、14-21）输给了韩国新秀姜敏赫/金元昊。

## 主要比賽成績
只列出曾進入準決賽的國際賽事成績：
| 年份   | 賽事                         | 公開賽級別 | 項目     | 拍檔                   | 成績   |
| ------ | ---------------------------- | ---------- | -------- | ---------------------- | ------ |
| 2015年 | 泛美洲青年羽毛球錦標賽       | 其他       | 混合團體 | －                     | 季軍   |
| 2015年 | 泛美洲青年羽毛球錦標賽       | 其他       | 男子單打 | －                     | 冠軍   |
| 2015年 | 泛美洲青年羽毛球錦標賽       | 其他       | 男子雙打 | Jonathan Bing Tsan Lai | 冠軍   |
| 2015年 | 泛美洲青年羽毛球錦標賽       | 其他       | 混合雙打 | 歐陽晴子               | 冠軍   |
| 2016年 | 泛美洲羽毛球團體錦標賽       | 其他       | 男子團體 | －                     | 亞軍   |
| 2016年 | 泛美洲羽毛球錦標賽           | 其他       | 混合團體 | －                     | 冠軍   |
| 2016年 | 泛美洲羽毛球錦標賽           | 其他       | 男子單打 | －                     | 冠軍   |
| 2016年 | 泛美洲羽毛球錦標賽           | 其他       | 男子雙打 | 矢仓尼尔               | 冠軍   |
| 2017年 | 巴西羽毛球國際賽             | 國際挑戰賽 | 男子單打 | －                     | 準決賽 |
| 2017年 | 泛美洲羽毛球錦標賽           | 其他       | 混合團體 | －                     | 冠軍   |
| 2017年 | 泛美洲羽毛球錦標賽           | 其他       | 男子雙打 | 矢仓尼尔               | 冠軍   |
| 2017年 | 美國羽毛球國際系列賽         | 國際系列賽 | 男子雙打 | 矢仓尼尔               | 準決賽 |
| 2017年 | 墨西哥羽毛球國際賽           | 國際系列賽 | 男子單打 | －                     | 準決賽 |
| 2017年 | 墨西哥羽毛球國際賽           | 國際系列賽 | 混合雙打 | 矢仓尼尔               | 冠軍   |
| 2017年 | 美國羽毛球國際挑戰賽         | 國際挑戰賽 | 男子雙打 | 矢仓尼尔               | 準決賽 |
| 2018年 | 泛美洲羽毛球男女子團體錦標賽 | 其他       | 男子團體 | －                     | 冠軍   |
| 2018年 | 牙買加羽毛球國際賽           | 國際系列賽 | 男子單打 | －                     | 冠軍   |
| 2018年 | 巴西羽毛球國際賽             | 國際挑戰賽 | 男子雙打 | 矢仓尼尔               | 冠軍   |
| 2018年 | 泛美洲羽毛球錦標賽           | 其他       | 男子單打 | －                     | 亞軍   |
| 2018年 | 泛美洲羽毛球錦標賽           | 其他       | 男子雙打 | 矢仓尼尔               | 冠軍   |
| 2018年 | 美國羽毛球公開賽             | 超級300賽  | 男子雙打 | 矢仓尼尔               | 準決賽 |
| 2019年 | 泛美洲羽毛球混合團體錦標賽   | 其他       | 混合團體 | －                     | 冠軍   |
| 2019年 | 泛美洲羽毛球錦標賽           | 其他       | 男子單打 | －                     | 季軍   |
| 2019年 | 泛美洲羽毛球錦標賽           | 其他       | 男子雙打 | 矢仓尼尔               | 冠軍   |
| 2019年 | 巴西羽毛球國際挑戰賽         | 國際挑戰賽 | 男子雙打 | 矢仓尼尔               | 準決賽 |
| 2019年 | 泛美運動會羽毛球比賽         | 其他       | 男子單打 | －                     | 銅牌   |
| 2019年 | 泛美運動會羽毛球比賽         | 其他       | 男子雙打 | 矢倉尼爾               | 金牌   |
| 2019年 | 哈爾科夫羽毛球國際賽         | 國際挑戰賽 | 男子雙打 | 矢仓尼尔               | 準決賽 |
| 2019年 | 巴林羽毛球國際系列賽         | 國際系列賽 | 男子單打 | －                     | 亞軍   |
| 2019年 | 匈牙利羽毛球國際賽           | 國際挑戰賽 | 男子單打 | －                     | 準決賽 |
| 2019年 | 蘇格蘭羽毛球公開賽           | 國際挑戰賽 | 男子單打 | －                     | 準決賽 |
| 2019年 | 美國羽毛球國際挑戰賽         | 國際挑戰賽 | 男子單打 | －                     | 亞軍   |
| 2019年 | 美國羽毛球國際挑戰賽         | 國際挑戰賽 | 男子雙打 | 矢倉尼爾               | 亞軍   |
| 2020年 | 泛美洲羽毛球男女子團體錦標賽 | 其他       | 男子團體 | －                     | 冠軍   |
| 2021年 | 泛美洲羽毛球錦標賽           | 其他       | 男子單打 | －                     | 亞軍   |
| 2021年 | 泛美洲羽毛球錦標賽           | 其他       | 男子雙打 | 矢倉尼爾               | 亞軍   |
| 2022年 | 雪梨羽毛球國際賽             | 國際系列賽 | 男子單打 | －                     | 準決賽 |
| 2022年 | 秘魯羽毛球國際賽             | 國際挑戰賽 | 男子單打 | －                     | 冠軍   |
| 2022年 | 秘魯羽毛球國際賽             | 國際挑戰賽 | 男子雙打 | 余智華                 | 冠軍   |
| 2023年 | 泛美洲羽毛球混合團體錦標賽   | 其他       | 混合團體 | －                     | 冠軍   |

| 2007-2017年 | 首要超級賽 | 超級賽 | 黃金大獎賽 | 大獎賽 | 國際挑戰賽 | 國際系列賽 | 未來系列賽 | 其他 |

| 2018-2026年 | 總決賽 | 超級1000賽 | 超級750賽 | 超級500賽 | 超級300賽 | 超級100賽 | 國際挑戰賽 | 國際系列賽 | 未來系列賽 | 其他 |

### 奧運會和世錦賽參賽紀錄
|          | 搭檔     | 2018 | 2019 | 2020       | 2021 | 2022 |
| -------- | -------- | ---- | ---- | ---------- | ---- | ---- |
| 男子單打 | 不適用   | 64強 | 64強 | －         | 64強 | 32強 |
|          |          |      |      |            |      |      |
| 男子雙打 | 矢仓尼尔 | 48強 | 32強 | 小組第四名 | －   | －   |

## 外部連結
- Jason Ho-Shue的Facebook專頁